# Condado de Powder River
O Condado de Powder River é um dos 56 condados do estado norte-americano de Montana. A sede de condado é Broadus, que é também a sua maior cidade. O condado tem uma área de 8542 km² (dos quais 3 km² estão cobertos por água), uma população de 1858 habitantes, e uma densidade populacional de 0,22 hab/km² (segundo o censo nacional de 2000). O condado foi fundado em 1919 e o seu nome provém do rio Powder, afluente do rio Yellowstone.